# Olle Nilsson (serieskapare)
Olle Nilsson, född 1957 i Stockholm, är en svensk serieskapare som är mest känd för att ha tecknat 91:an Karlsson och Åsa-Nisse.

## Karriär
Olle Nilssons karriär som serietecknare började då han år 1979 vann en tecknartävling i 91:an. Han ombads efter tävlingen att pröva som ordinarie tecknare av 91:an-serien och hans första avsnitt publicerades i nr. 7/1980. Han tröttnade dock så småningom och lämnade tidningen 1984. Han gjorde därefter diverse andra tecknararbeten åt bland annat den kortvariga vuxentidningen "Crack". Han gjorde därefter illustrationsjobb, bland annat till Norsk Hydros norgehistorie-reklam samt diverse jobb åt bland andra Dagens Nyheter. 2011 gjorde Nilsson comeback till 91:an-tidningen men nu med Åsa-Nisse som han övertog efter Gösta Gummesson. Hans första avsnitt publicerades i 91:an nr 4/2011.